# Online public access catalog
Pour les articles homonymes, voir OPAC et CAP.
L'expression Online Public Access Catalog (anglais), souvent présentée sous la forme de l'acronyme OPAC désigne un catalogue de bibliothèque accessible en ligne. 
Un substitut français, CIEL, pour Catalogue informatisé en ligne a été proposé, mais n'a jamais été adopté par la communauté des bibliothécaires. Le terme CAP, pour Catalogue d'accès public, est également utilisé.
Très employé par les bibliothécaires, le terme OPAC est en revanche quasiment inconnu de certains publics des bibliothèques[Qui ?], bien que beaucoup d'inscrits dans les bibliothèques municipales l'utilisent sans le savoir. 
Les premiers OPAC étaient en mode caractère et consultables uniquement à l'intérieur de la bibliothèque. Depuis la fin des années 1990, les nouveaux OPAC ont une interface graphique, respectant le plus souvent les normes et standards du Web. De plus en plus d'OPAC sont consultables sur Internet. On parle alors parfois d'OPAC Web ou de webpac.
L'OPAC est généralement fourni par le logiciel de gestion de la bibliothèque, appelé Système intégré de gestion de bibliothèque (SIGB). Toutefois, l'OPAC peut aussi se trouver encapsulé dans un ensemble technique plus large appelé « Portail documentaire » 
La norme Z39.50 permet d'interroger simultanément plusieurs OPAC, via une interface Web.